# Hermann Welcker (Mediziner)

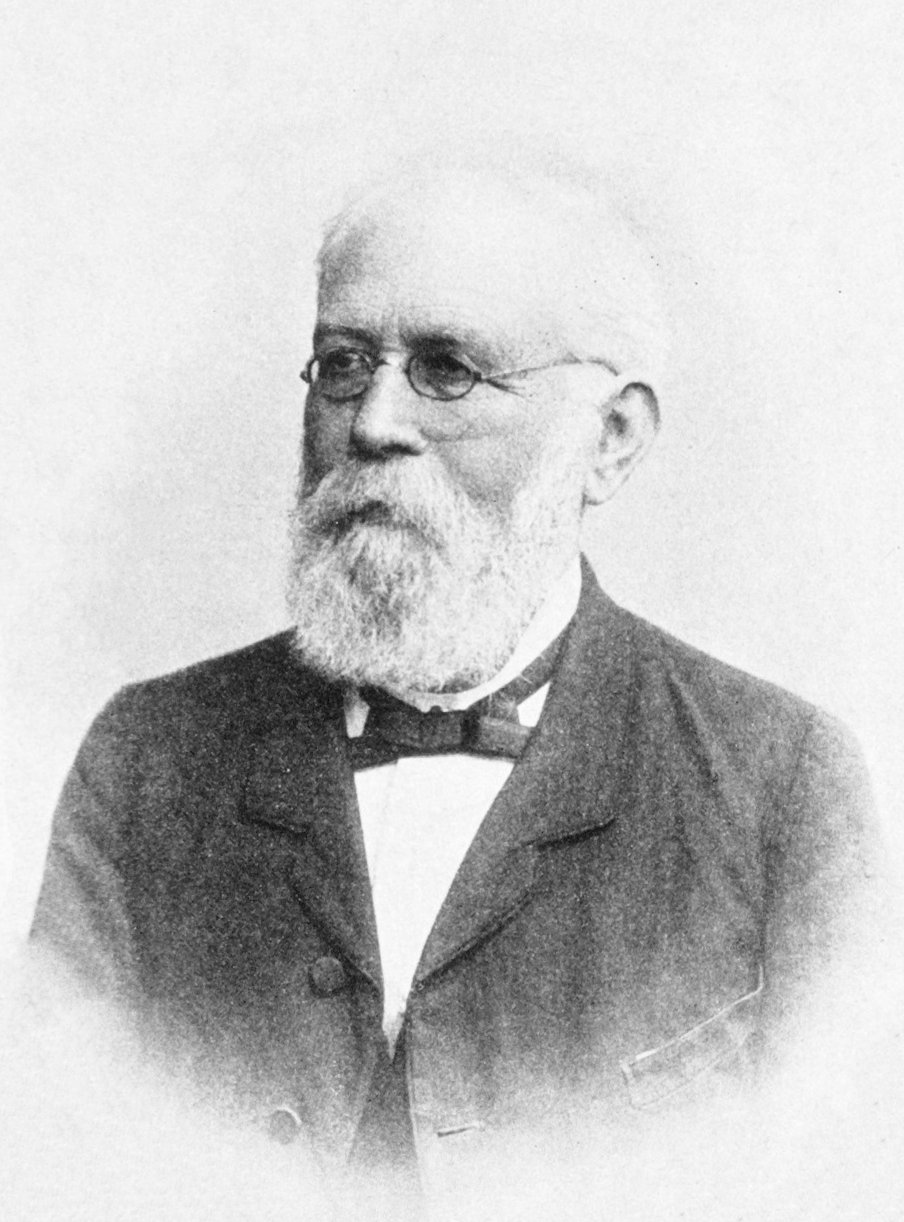
Hermann Welcker

Hermann Welcker (* 8. April 1822 in Gießen; † 12. September 1897 in Winterstein, Thüringer Wald) war ein deutscher Anatom und Universitätsprofessor. Von 1876 bis 1897 leitete er das Anatomische Institut der Universität Halle.

## Leben
Welcker stammte aus einer Gelehrten- und Beamtenfamilie und wuchs in Gießen und Darmstadt auf. Er studierte Medizin an den Universitäten Bonn und Gießen. An seinen Studienorten wurde er Mitglied der Corps Teutonia Gießen (1841) und Palatia Bonn (1847).
Im Jahr 1851 wurde er in Gießen mit der Arbeit Ueber Irradiation und einige andere Erscheinungen des Sehens zum Dr. med. promoviert. Im Jahre 1853 folgte seine Habilitation an der Universität Heidelberg. 1859 wurde er außerordentlicher Professor und Prosektor an der Universität Halle, im Jahre 1866 wurde er zum ordentlichen Professor ernannt. 1876 folgte er Alfred Wilhelm Volkmann als Direktor des dortigen Anatomischen Instituts nach. In die Zeit seines Direktoriums fällt der Neubau des Anatomischen Instituts. Hermann Welcker war Mitglied der Gesellschaft Deutscher Naturforscher und Ärzte. 1881 wurde er zum Mitglied der Leopoldina gewählt.
Bei seiner Forschungsarbeit fertigte er Abdrücke seiner Hände und stellte fest, dass sich die Papillarlinienbilder im Laufe der Zeit nicht verändert haben. Die Abnahme des Fingerabdrucks nennt man Daktyloskopie. Sie wird hauptsächlich zur Identifizierung von Personen erstellt. Ein Mordfall konnte durch die Daktyloskopie erstmals am 8. Juli 1892 in Argentinien geklärt werden. Am 14. April 1911 führte man die Daktyloskopie für das ganze Königreich Bayern ein.
Er blieb bis 1897 Direktor des Institutes. Er wurde zum Geh. Medizinalrat ernannt.
Als die Überreste von Friedrich Schiller 1826 auf Anweisung von Weimars Bürgermeister Carl Leberecht Schwabe aus dem Kassengewölbe geborgen werden sollten, orientierte man sich an Ludwig Klauers Abguss der Totenmaske, um die Gebeine aufzufinden. Der bei einem Vergleich mit 22 anderen Exemplaren Schiller zugeordnete Schädel wurde später einige Zeit von Goethe verwahrt und veranlasste ihm zu seinem Gedicht Bei Betrachtung von Schillers Schädel. Dieser Schädel war jedoch nicht der von Schiller. Der Anatom Hermann Welcker hatte 1883 festgestellt, dass die Totenmaske Schillers, die Klauer abgenommen hatte, nicht mit dem Schädel übereinstimmt, welchen Carl Leberecht Schwabe als den Schillers erklärt hatte. Hier begann der Streit der Anatomen über Schillers Schädel. Einer der wichtigsten Protagonisten dieser Debatte war August von Froriep, der Enkel von Ludwig Friedrich von Froriep.

## Schriften (Auswahl)
- Anweisung zum Gebrauche der Blut-Fleckenscala, eines Mittels zur Erforschung des Blutfarbestoffgehaltes. Nebst einem Exemplare der Scala, mehreren Probeflecken und einer Anzahl leerer Feldchen zur Ausfuhrung von Proben. Giessen: J. Ricker, 1854. (Digitalisat)
- Ueber Aufbewahrung mikroskopischer Objecte : nebst Mittheilungen über das Mikroskop und dessen Zubehör. Im Auftrag des Vereines für Mikroskopie zu Giessen. Giessen: J. Ricker, 1856.
- Untersuchungen über Wachsthum und Bau des menschlichen Schädels.
  - I. Theil: Allgemeine Verhältnisse des Schädelwachsthums und Schädelbaues normaler Schädel deutschen Stammes. Leipzig: Engelmann, 1862.
- Ueber zwei seltnere Difformitäten des menschlichen Schädels, Scaphocephalus und Trigonocephalus, und über die Frage nach dem zwischen Hirngrösse und geistiger Begabung bestehenden Wechselverhältnisse. Halle: H.W. Schmit, 1863.
- Grösse, Zahl, Volum, Oberfläche und Farbe der Blutkörperchen bei Menschen und bei Thieren. Leipzig: Gedruckt bei E. Polz, [1863].
- Ueber die Entwicklung und den Bau der Haut und der Haare bei Bradypus nebst Mittheilungen über eine im Innern des Faulthierhaares lebende Alge. Halle: H.W. Schmidt, 1864.
- Kraniologische Mittheilungen. Braunschweig: Friedrich Vieweg und Sohn, 1866.
- Cribra orbitalia, ein ethnologisch-diagnostisches Merkmal am Schädel mehrerer Menschenrassen. Braunschweig: Druck von Friedrich Vieweg und Sohn, 1887.
- Zwei Hülfsmittel bei Demonstration des Gehirns und des Herzens. Berlin: Druck und Verlag von G. Reimer, [1878?].
- Die Asymmetrien der Nase und des Nasenskeletes. Stuttgart: Cotta'sche Buchhandlung, 1882.
- Schiller's Schädel und Todtenmaske, nebst Mittheilungen über Schädel und Todtenmaske Kant's. Braunschweig: Friedrich Vieweg und Sohn, 1883. (Digitalisat)
- Die morphologische Bedeutung des ersten Daumengliedes. Halis: Hendel, 1884.
- Der Schädel Rafael's und die Rafaelporträts. Sendschreiben an Geheimen Rath Professor Dr. H. Schaaffhausen. Braunschweig:  Friedrich Vieweg und Sohn, 1884.
- Die Capacität und die drei Hauptdurchmesser der Schädelkapsel bei den verschiedenen Nationen …. Braunschweig, F. Vieweg und Sohn, 1885.
- On the skull of Dante. A letter from Hermann Welcker … to Dr. J. Barnard Davis. 1886. (Digitalisat)
- Zur Kritik des Schillerschädels : ein Beitrag zur kraniologischen Diagnostik. Braunschweig: Vieweg, 1887.
- Abnorme Schädelnähte bei Menschen u. Anthropomorphen. Leipzig 1892.